# José Carlos Ortiz
Jose Carlos Ortíz Cardosa, né le 15 novembre 1948, est un ancien arbitre salvadorien de football des années 1980.

## Carrière
Il a officié dans des compétitions majeures : 
- Coupe du monde de football des moins de 20 ans 1989 (1 match)
- Gold Cup 1991 (3 matchs)